# Giải quần vợt Mỹ Mở rộng 2019 - Đôi xe lăn quad
Andrew Lapthorne và David Wagner đã 2 lần vô địch liên tiếp, nhưng không tham dự giải cùng nhau. Lapthorne đánh cặp với Dylan Alcott, trong khi Wagner đánh cặp với Bryan Barten.
Lapthorne bảo vệ thành công chức vô địch với Dylan Alcott, sau khi đánh bại Bryan Barten và Wagner 6–7(5–7), 6–1, [10–6] tại chung kết.

## Hạt giống
1. Dylan Alcott /  Andrew Lapthorne
2. Bryan Barten /  David Wagner

## Bốc thăm

### Từ viết tắt
| - Q = Vòng loại - WC = Đặc cách - LL = Thua cuộc may mắn - Alt = Thay thế - SE = Miễn đặc biệt | - PR = Bảo toàn thứ hạng - w/o = Thắng nhờ đối thủ rút lui trước trận đấu - r = Bỏ cuộc giữa trận đấu - d = Bị xử thua - SR = Xếp hạng đặc biệt |

### Sơ đồ
|  | Chung kết |                               |    |   |      |  |
|  |           |                               |    |   |      |  |
|  | 1         | Dylan Alcott Andrew Lapthorne | 65 | 6 | [10] |  |
|  | 1         | Dylan Alcott Andrew Lapthorne | 65 | 6 | [10] |  |
|  | 2         | Bryan Barten David Wagner     | 7  | 1 | [6]  |  |